# Christoffel van Mecklenburg

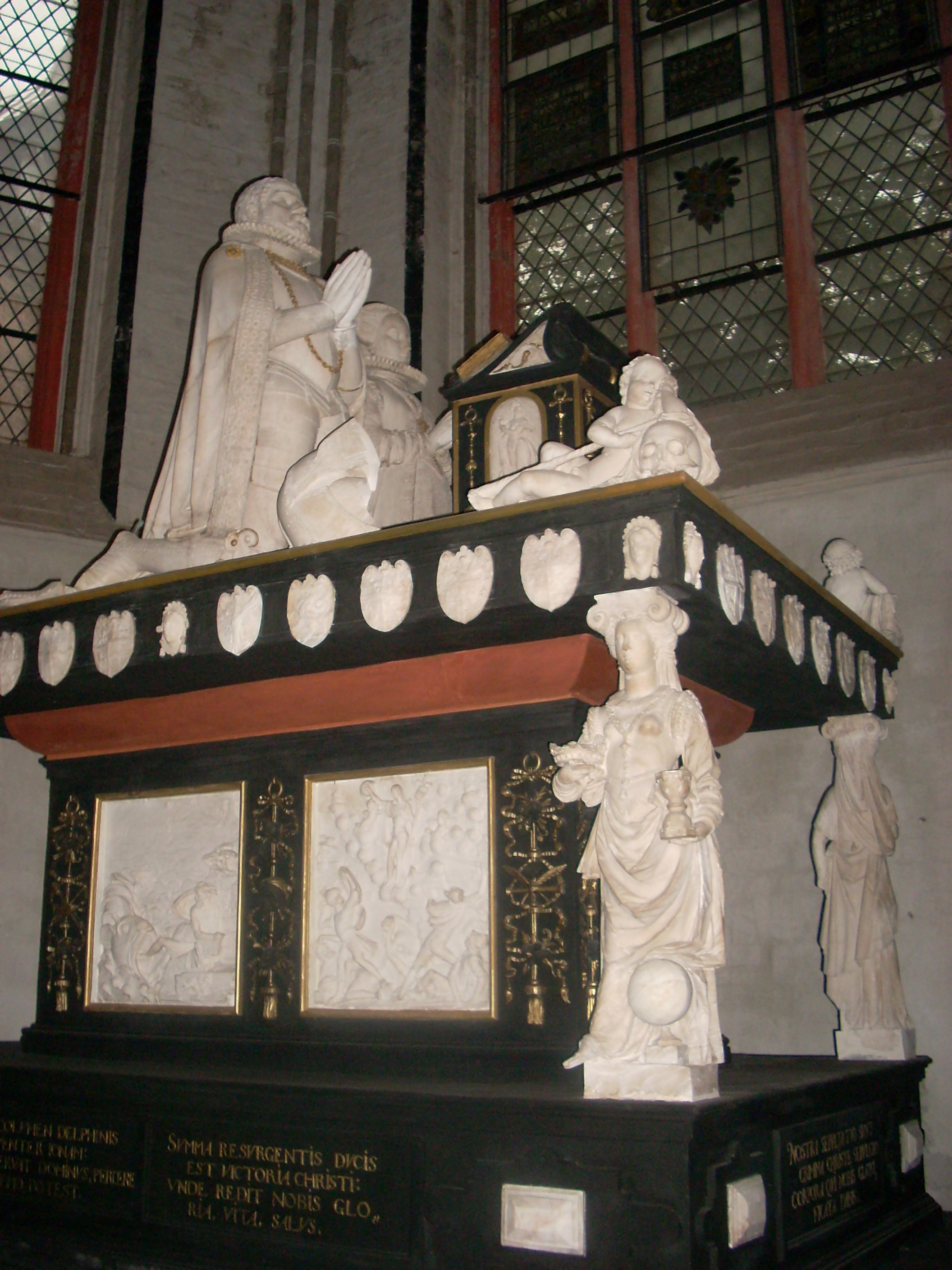
De graftombe van Christoffel van Mecklenburg in de Dom van Schwerin.

Christoffel van Mecklenburg (Augsburg, 30 juli 1537 - Brüel, 4 maart 1592) was van 1547 tot aan zijn dood hertog van Mecklenburg-Gadebusch en van 1554 tot aan zijn dood diocesaan administrator van het bisdom Ratzeburg. Hij behoorde tot het huis Mecklenburg.

## Levensloop
Christoffel was een jongere zoon van hertog Albrecht VII van Mecklenburg-Güstrow en Anna van Brandenburg, dochter van keurvorst Joachim I Nestor van Brandenburg. Na de dood van zijn vader in 1547 werd hij hertog van Mecklenburg-Gadebusch.
Op suggestie van zijn oudere broer Johan Albrecht I werd hij in 1554 door de kapittel van de Dom van Ratzeburg tot diocesaan administrator van het bisdom Ratzeburg verkozen. Hij was de eerste lutherse administrator van het bisdom.
In 1555 werd hij verkozen tot coadjutor van bisschop Willem van Riga, met het recht om hem op te volgen. Zijn verkiezing was controversieel en leidde tot gewapende conflicten. Op 1 juli 1556 werden zowel Christoffel als Willem in Koknese gevangengenomen. In 1557 werden ze na onderhandelingen opnieuw vrijgelaten en werd Christoffel als coadjutor erkend. Na Willems dood in 1563 kon hij echter zijn aanspraken op Riga niet doorzetten. In een daaropvolgend conflict met Polen belandde Christoffel opnieuw in gevangenschap. Hij kwam pas in 1569 terug vrij, nadat hij al zijn aanspraken op Riga had opgegeven. Christoffel keerde vervolgens terug naar Mecklenburg.
Op 27 oktober 1573 huwde Christoffel in Koldinghus met Dorothea (1528-1575), dochter van koning Frederik I van Denemarken. Dit huwelijk bleef kinderloos. Na de dood van Dorothea huwde hij op 7 mei 1581 in Stockholm met zijn tweede echtgenote Elisabeth (1549-1597), dochter van koning Gustaaf I van Zweden. Ze kregen een dochter genaamd Margaretha Elisabeth (1584-1616), die in 1608 huwde met hertog Johan Albrecht II van Mecklenburg-Schwerin.
In maart 1592 stierf Christoffel op 54-jarige leeftijd in het klooster van Tempzin nabij Brüel. Hij werd bijgezet in de Dom van Schwerin.